# GNU 약소 일반 공중 사용 허가서
GNU 약소 일반 공중 사용 허가서(GNU Lesser General Public License, 예전 이름은 GNU 라이브러리 일반 공중 사용 허가서(GNU Library General Public License), LGPL)는 자유 소프트웨어 재단의 자유 소프트웨어 라이선스이다.
LGPL은 GNU 일반 공중 사용 허가서의 강한 카피레프트 조건과 BSD 허가서나 MIT 허가서의 단순한 사용 허가를 절충하여 만들어졌다. 리처드 스톨만이 이벤 모글렌의 법률 자문을 받아 1991년 작성하였으며 1999년 다시 개정하였었다.
LGPL은 카피레프트에 대한 규제를 프로그램 자체에 두나 이 프로그램을 사용하는 다른 프로그램에 대해서는 카피레프트를 두지 않는다. 그러나 후자의 프로그램에도 어느 정도의 규제가 있다.
LGPL은 소프트웨어 라이브러리에 주로 쓰이며, 간혹 독립적인 프로그램에도 쓰인다. 모질라나 오픈오피스가 대표적인 예이다.

## GPL과 차이점
GPL과 LGPL의 차이점은 다음과 같다. LGPL은 자유 소프트웨어인지 사유 소프트웨어인지 가리지 않고 (L)GPL이 아닌 프로그램에 저작물을 링크 할 수 있다(라이브러리를 이용할 수 있다)라는 점이다. 그 (L)GPL이 아닌 프로그램이 2차적저작물(derivative work)이 아니라면, 어떤 조건으로도 배포할 수 있다. 2차적저작물인 경우에는, 고객 개인의 사용을 위한 변형과 그 변형을 디버깅하기 위한 리버스 엔지니어링(modification for the customer's own use and reverse engineering for debugging such modifications.)을 허용해야 한다. LGPL 프로그램을 이용한 어떤 저작물이 2차적저작물인가 아닌가 하는 것은 법적인 문제가 아니다. 하나의 완전한 실행가능한 프로그램이 동적으로 연결된 라이브러리를 사용하는 것은 2차적저작물이 아닌 것으로 간주하고 있다. LGPL의 5문단에 "라이브러리를 사용하는 작업"(work that uses the library)으로 생각할 수 있다.
A program that contains no derivative of any portion of the Library, but is designed to work with the Library by being compiled or linked with it, is called a "work that uses the Library". Such a work, in isolation, is not a derivative work of the Library, and therefore falls outside the scope of this License.
본질적으로 프로그램은 "LGPL로 사용된 프로그램의 새로운 버전이 나오더라도 링크가 가능해야 한다"(it must be possible for the software to be linked with a newer version of the LGPL-covered program). 이를 위해 가장 많이 쓰이는 방법은 "링크를 위해 적당한 공유 라이브러리 메커니즘"을 사용하는 것이다. 아니면, 소스 코드나 링크 가능한 대상이 함께 주어지는 경우, 정적으로 링크된 라이브러리를 사용할 수도 있다.
LGPL의 한가지 특징은, LGPL로 사용된 소프트웨어를 GPL로 바꿀 수 있다는 것이다 (라이선스 3장). 이 특징은 LGPL로 된 라이브러리를 GPL 라이브러리나 프로그램에서 바로 쓸 수 있어 사적인 용도로 쓰지 못하는 별도의 판을 만들 수 있다는 것이다.

## 같이 보기
- GNU 일반 공중 사용 허가서
- 자유 소프트웨어 라이선스
- GNU 자유 문서 사용 허가서